# Вірність (фільм, 1965)
«Вірність» (рос. «Верность») — радянський художній фільм 1965 року режисера Петра Тодоровського. Перша робота в кіно Булата Окуджави. Кінозйомки проводились у Саратові (РРФСР).

## Сюжет
Дія фільму починається в листопаді 1943 року після звільнення радянськими військами Києва і триває в 1944 році. Десятикласник Юра Нікітін, дізнавшись про загибель батька, стає курсантом піхотного училища. Під час перерви в заняттях він і його друг випадково потрапили в гості до дівчини, яка їм подобалася. Нікітін і Зоя закохалися. Незабаром курсантів, терміново піднятих по тривозі, достроково відправили на фронт…

## Творча група
- Автори сценарію: Булат Окуджава, Петро Тодоровський
- Режисер-постановник: Петро Тодоровський
- Оператори-постановники: Вадим Костроменко, Леонід Бурлака, Вадим Авлошенко
- Художники-постановники: Валентин Коновалов, Анатолій Овсянкін
- Режисер: В. Вінніков
- Композитор: Борис Карамишев
- Редактор: Євгенія Рудих
- Головний військовий консультант: А. І. Беднягін
- Директор картини: Серафима Беніова

## У ролях
- Володимир Четверіков —  Юра Нікітін, курсант
- Галина Польських —  Зоя
- Олександр Потапов —  Сеня Мурга, друг Юри
- Євген Євстигнєєв —  капітан Іван Терентійович
- Антоніна Дмитрієва —  мати Зої
- Валентина Телегіна —  жінка з відром
- Володимир Краснов —  Строков
- Георгій Дрозд —  командир взводу
- Ю. Зобов —  старшина
- Юрій Соловйов —  лейтенант
- Віра Кулакова —  1-я вдова
- Люсьєна Овчинникова —  2-я вдова
- В. Ролдугина —  3-тя вдова
- Юрій Ошеров —  заспівувач
- Борис Токарев —  лейтенант  (немає в титрах)
- Віктор Шульгін —  танцюючий капітан  (немає в титрах)
- Володимир Аукштикальніс —  епізод  (немає в титрах)

## Виробництво
Сценарій, який виражав «абстрактний гуманізм», тричі не приймався до постановки і був запущений у виробництво лише після того, як в нього була вписана пафосна сцена прийняття присяги. Перед показом на Венеційському кінофестивалі 1965 року ця сцена за наполяганням режисера Петра Тодоровського була вилучена.
Зйомки проводилися в Саратові.

## Нагороди та номінації
Фільм Вірність брав участь у основній конкурсній програмі на здобуття Золотого лева Венеційського кінофестивалю і отримав там спеціальну премія «За найкращий дебют».